# Roses lag

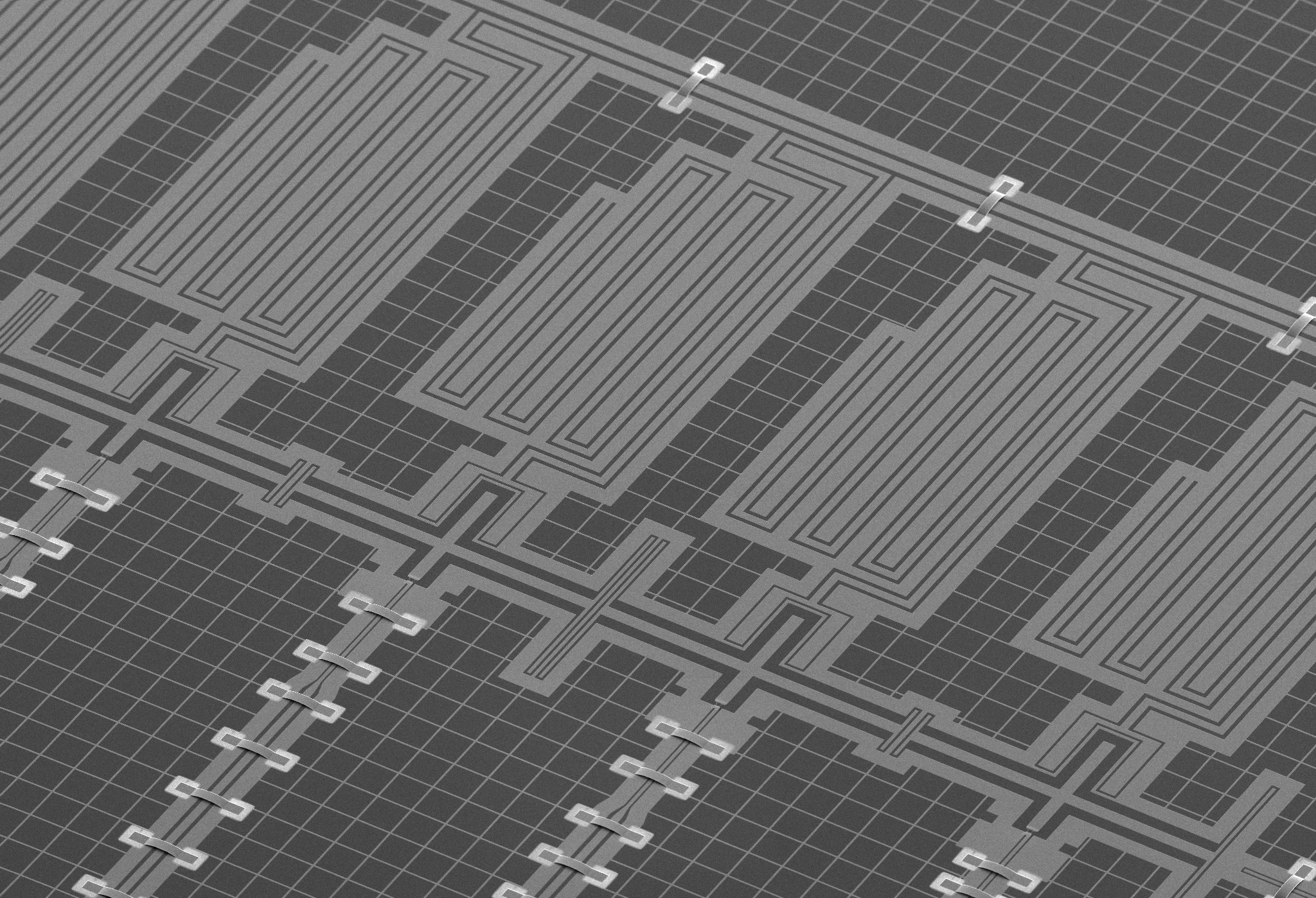
En kvantsimulator baserad på 11 supraledande qubits

Roses lag är observationen att antalet qubits på chips fördubblas ungefär var 18:e månad. Det är kvantberäkningens  motsvarighet till Moores lag.
Uttrycket myntades av Steve Jurvetson när han träffade Geordie Rose, grundaren av D-Wave Systems och lagens namngivare.